# 救命恩人
《救命恩人》（英語：Mixed Nuts）是諾拉·艾芙倫導演的一部喜劇電影，改變自法國1982年的一部喜劇電影Le Pere Noel est une ordure，由史提夫·馬丁、Madeline Kahn、麗塔·威爾遜、Anthony LaPaglia、Garry Shandling、Juliette Lewis和亞當·山德勒主演。電影的故事是在聖誕夜。電影于1994年12月21日在美國首映。

## 外部連結
- 互联网电影数据库（IMDb）上《Mixed Nuts》的资料（英文）
- 爛番茄上《Mixed Nuts》的資料（英文）
- Box Office Mojo上《Mixed Nuts》的資料（英文）